# Matīss Kivlenieks
Matīss Edmunds Kivlenieks (Riga, 26 agosto 1996 – Novi, 4 luglio 2021) è stato un hockeista su ghiaccio lettone, di ruolo portiere.

## Carriera

### Club
Cresciuto nel Prima Riga, con cui ha esordito giovanissimo nel massimo campionato lettone nella stagione 2011-2012, tra il 2013 e il 2017 ha giocato in diverse leghe giovanili nordamericane.
Nella stagione 2017-2018 è stato messo sotto contratto dai Columbus Blue Jackets, che lo girarono al farm team dei Cleveland Monsters in American Hockey League. Ha esordito in NHL due stagioni più tardi con gli stessi Columbus Blue Jackets.

### Nazionale
Con le selezioni giovanili lettoni ha giocato una edizione del Festival olimpico della gioventù europea (Brasov 2013, chiusa al quinto posto), due edizioni del campionato mondiale di hockey su ghiaccio Under-18 (in top division nel 2013, in prima divisione nel 2014) e altrettante del campionato mondiale di hockey su ghiaccio Under-20 (2015 e 2016, entrambi in prima divisione).
Ha esordito con la nazionale maggiore della Lettonia nella stagione 2017-2018, venendo convocato anche per il campionato mondiale di hockey su ghiaccio maschile 2018 (sebbene senza raccogliere presenze. È stato nuovamente convocato al campionato mondiale di hockey su ghiaccio maschile 2021, venendo utilizzato in quattro occasioni.

## Morte
Kivlenieks morì accidentalmente durante una festa a casa di amici. Inizialmente le autorità riferirono che il giocatore era scivolato battendo la testa mentre cercava di sfuggire a un fuoco d'artificio, partito in direzione degli ospiti. L'autopsia svelò invece che il giocatore era stato colpito al petto dal fuoco di artificio e che la causa della morte era stato il conseguente trauma toracico.